# Amblyopone australis
Amblyopone australis är en myrart som beskrevs av Wilhelm Ferdinand Erichson 1842. Amblyopone australis ingår i släktet Amblyopone och familjen myror. Inga underarter finns listade i Catalogue of Life.

## Bildgalleri

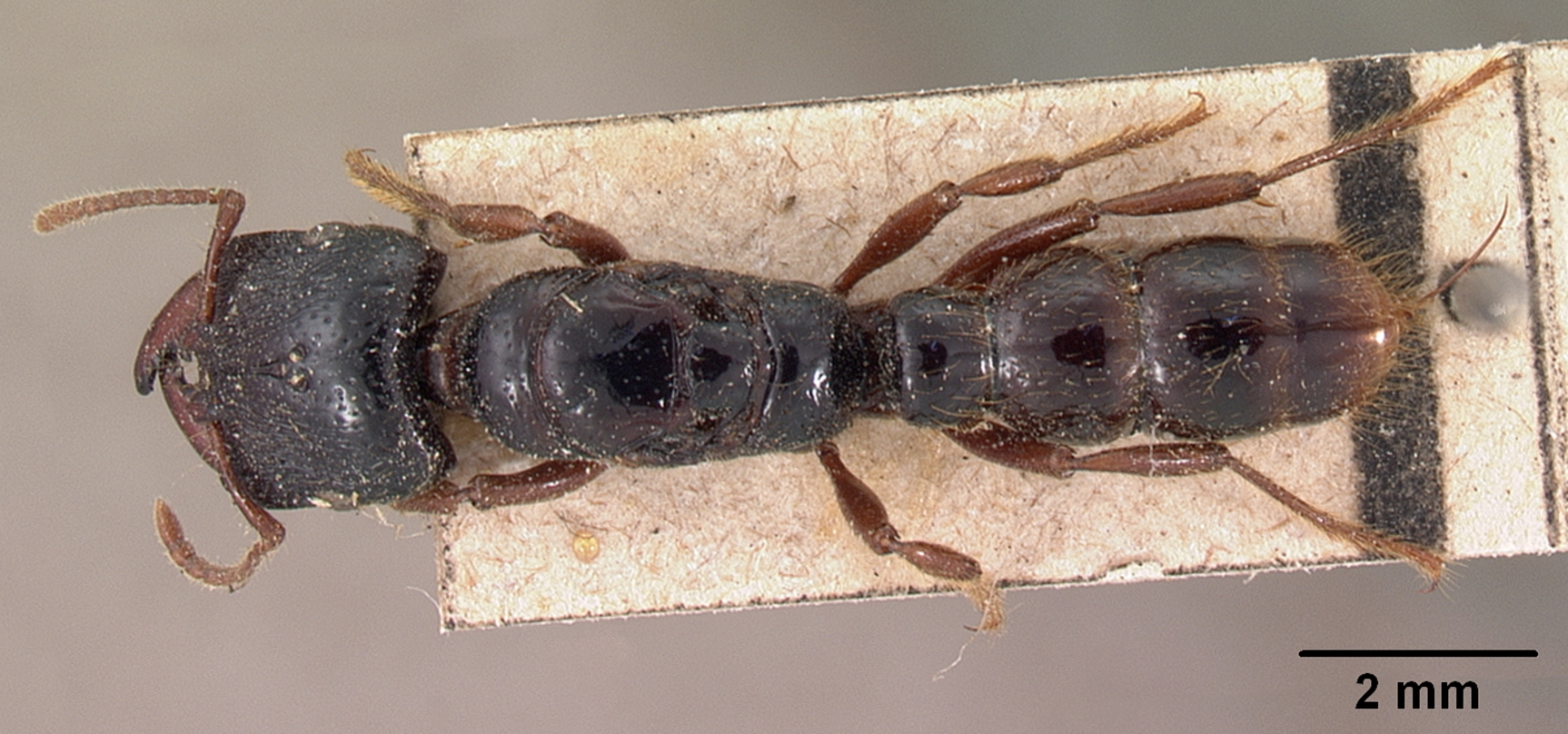
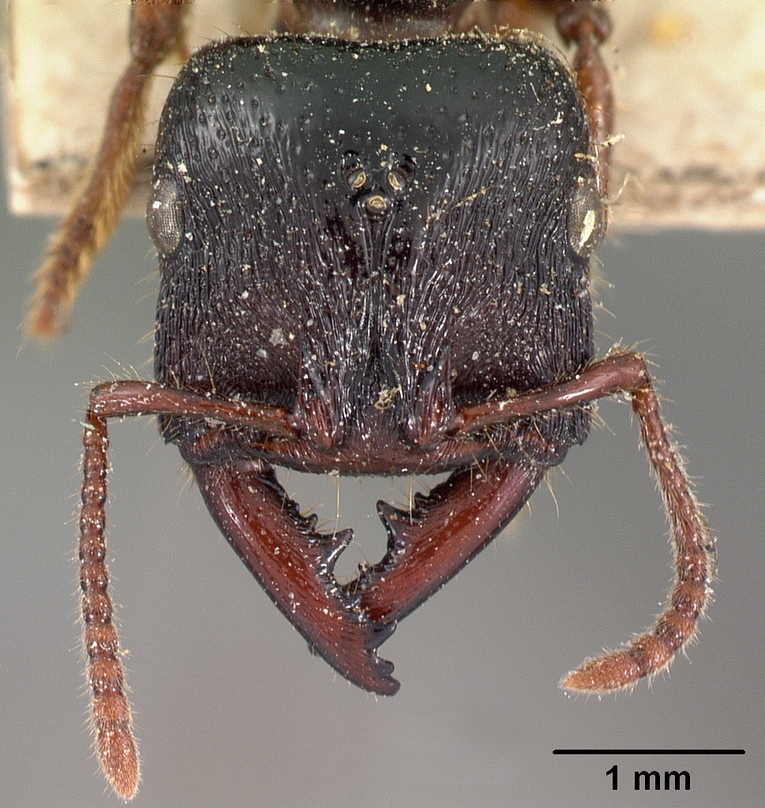
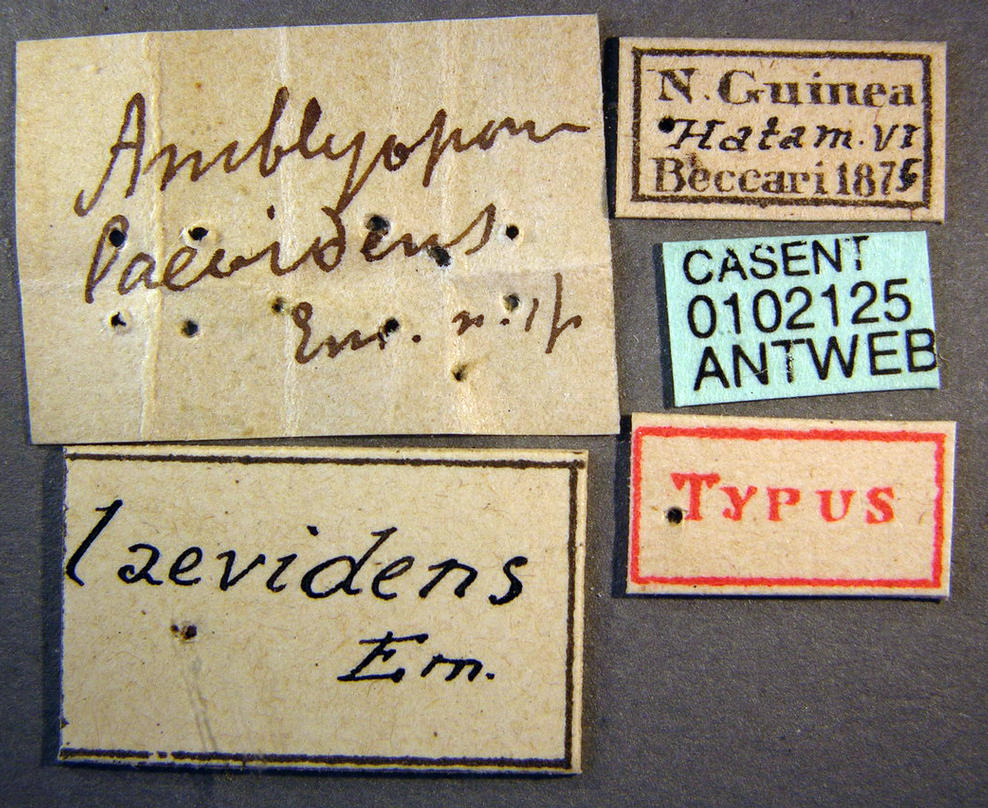
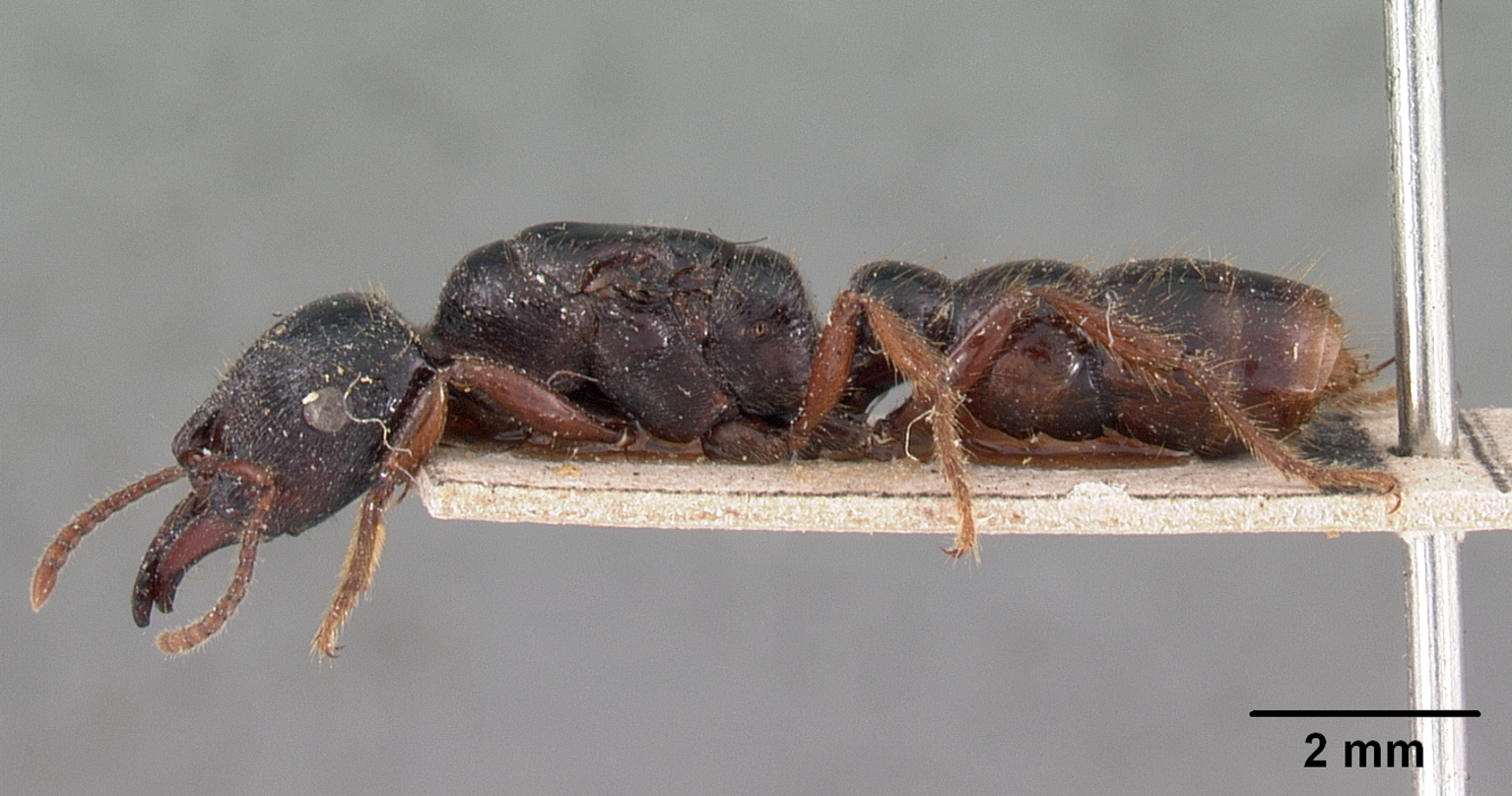
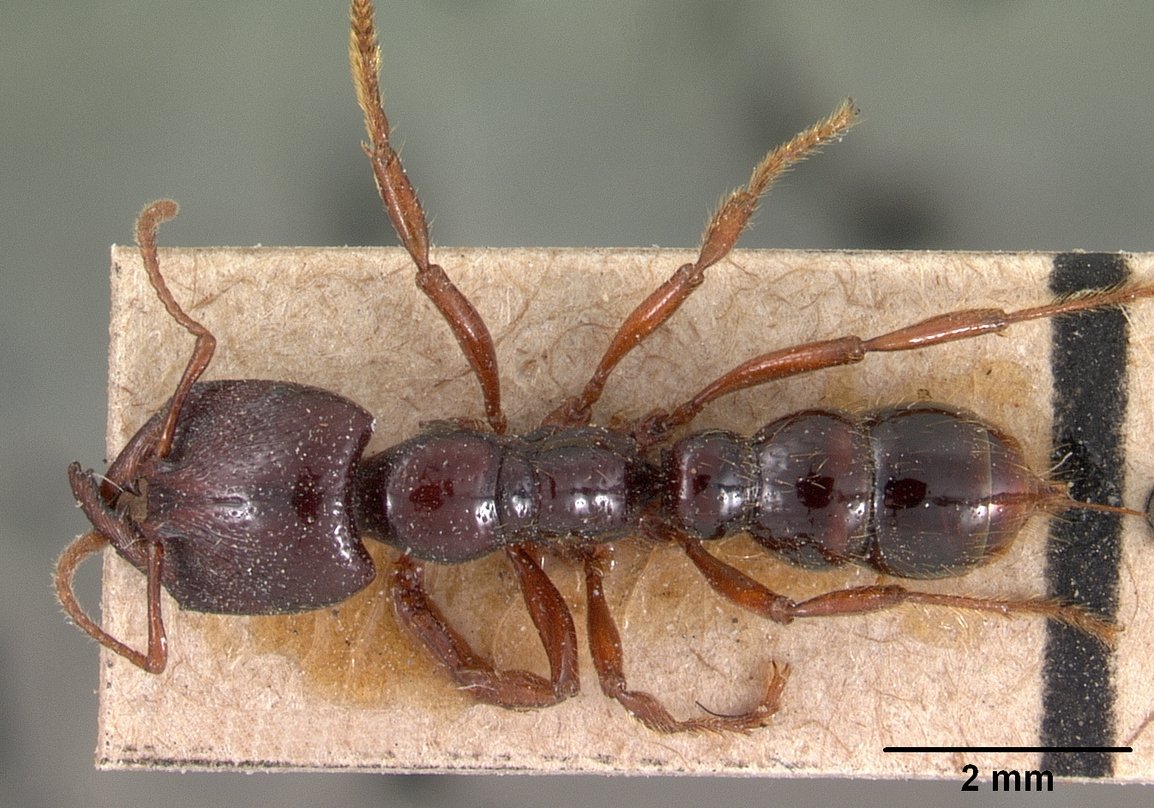
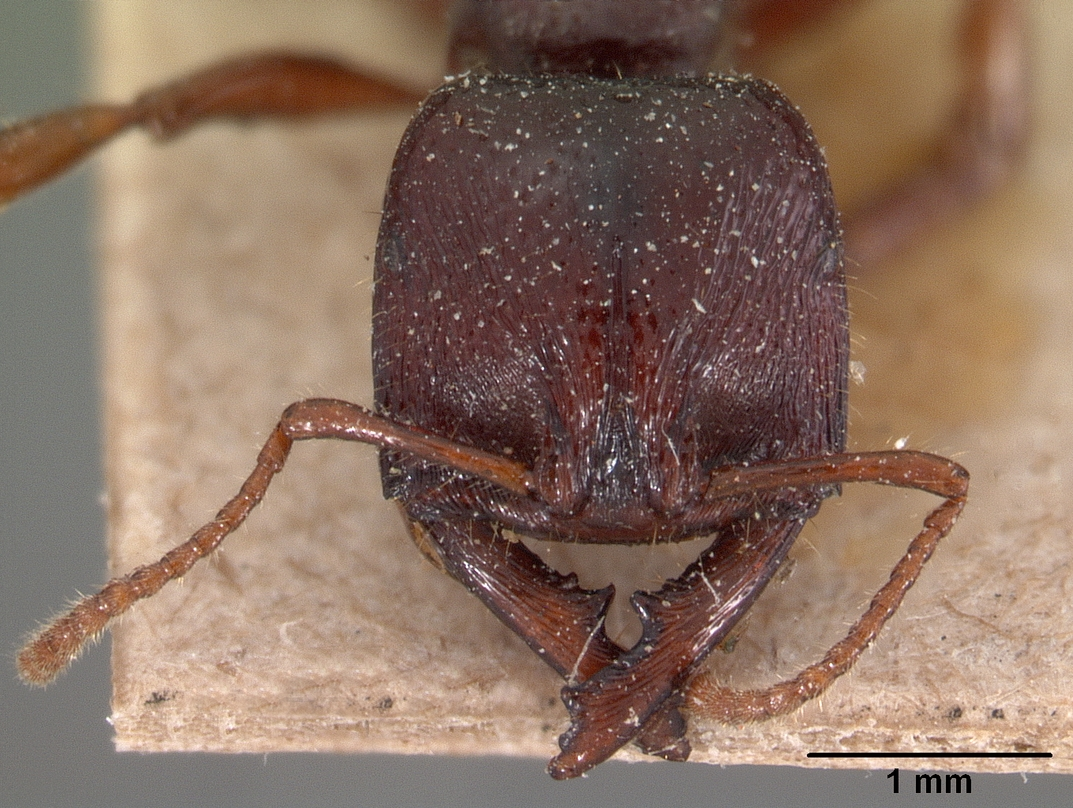